# Лонер, Дэнни
Дэниел Патрик «Дэнни» Лонер (англ. Daniel Patrick «Danny» Lohner, также известен под псевдонимом «Renholdër» , 13 декабря 1970) — американский музыкант. Наибольшую известность получил как гитарист и клавишник индастриал-группы Nine Inch Nails и участник сайд-проекта NIN Tapeworm. В разное время был также членом коллективов Killing Joke, Methods of Mayhem, A Perfect Circle, Black Light Burns, Skrew и Angkor Wat. Помимо всего прочего Лонер сотрудничал со многими группами и исполнителями, среди которых были Puscifer, Hollywood Undead, Metallica, Эминем, Thirty Seconds to Mars и многие другие. С конца 1990-х годов, под псевдонимом «Renholdër», музыкант записывает сольные композиции и создаёт ремиксы для разных исполнителей.

## Дискография

### Как Renholdër
Песни
| Композиция                     | Длительность | Альбом                                                    |
| ------------------------------ | ------------ | --------------------------------------------------------- |
| «Now I Know»                   | 0:57         | Саундтрек к фильму Другой мир (2003)                      |
| «Down In the Lab»              | 1:46         | Саундтрек к фильму Другой мир (2003)                      |
| «Falling Through the Sky»      | 1:01         | Саундтрек к фильму Другой мир (2003)                      |
| «Death Dealer’s Descent»       | 0:55         | Саундтрек к фильму Другой мир (2003)                      |
| «Kill With Me (Website theme)» | 3:54         | Саундтрек к фильму Не оставляющий следа (2008)            |
| «The List»                     | 3:58         | Саундтрек к фильму Патология (2008)                       |
| «Concussive»                   | 4:43         | Звуковое оформление образа DJ Сона для Лиги Легенд (2015) |

Ремиксы
- «Complications of the Flesh» — Nine Inch Nails, «We’re in This Together»
- «Where Is Everybody? (Version)» — Nine Inch Nails, Things Falling Apart
- «Judith (Renholdër Mix)» — A Perfect Circle, aMotion и саундтрек к фильму Другой мир
- «3 Libras (Feel My Ice Dub Mix)» — A Perfect Circle, aMotion
- «The Outsider (Apocalypse Mix)» — A Perfect Circle, aMotion и саундтрек к фильму Обитель зла 2: Апокалипсис
- «Weak and Powerless (Tilling My Grave Renholdër Mix)» (совместно с Уэсом Борландом) — A Perfect Circle from «aMotion» & Underworld
- «The Undertaker (Renholdër Mix)» — Puscifer, «Don’t Shoot the Messenger» и саундтрек к фильму Другой мир: Эволюция
- «Sour Grapes (Late for Dinner Mix)» — Puscifer, "V" Is for Viagra. The Remixes
- «Bring Me the Disco King (Danny Lohner Mix)» — Дэвид Боуи (совместно с Мэйнардом Джеймсом Кинаном и Джоном Фрушанте), саундтрек к фильму Другой мир
- «Hole in the Earth (Renholdër Remix)» — Deftones, саундтрек к фильму Другой мир: Восстание ликанов
- «Underneath the Stars (Renholdër Remix)» — The Cure (совместно с Мэйнардом Джеймсом Кинаном и Милой Йовович), саундтрек к фильму Другой мир: Восстание ликанов
- «Nasty Little Perv (Renholdër Remix)» — Перри Фаррел, саундтрек к фильму Другой мир: Восстание ликанов
- «Over and Out (Renholdër Remix)» — Alkaline Trio, саундтрек к фильму Другой мир: Восстание ликанов
- «Deathclub (Renholdër Remix)» — William Control (совместно с Мэттом Скиба), саундтрек к фильму Другой мир: Восстание ликанов
- «Board Up the House (Renholdër Remix)» — Genghis Tron, саундтрек к фильму Другой мир: Восстание ликанов
- «Two Birds, One Stone (Renholdër Remix)» — Drop Dead, Gorgeous (совместно с Уэсом Борландом), саундтрек к фильму Другой мир: Восстание ликанов
- «Tick Tock Tomorrow (Renholdër Remix)» — From First to Last (совместно с Уэсом Борландом), саундтрек к фильму Другой мир: Восстание ликанов
- «The Way I Am (Danny Lohner Remix)» — Эминем (совместно с Marilyn Manson), «The Way I Am» и «Without Me»
- «Denial Waits/Sword (Danny Lohner Remixes)» — Ashes Divide, Keep Telling Myself It’s Alright
- «Everywhere I Go (Castle Renholder Mix)» — Hollywood Undead, Desperate Measures
- «Ice (Renholdër Remix)» — Лайтс, «The Ice Pack»
- «Made Of Stone (Renholdër Remix)» — Evanescence, саундтрек к фильму Другой мир: Пробуждение
- «Blackout (Renholdër Remix)» — Linkin Park, саундтрек к фильму Другой мир: Пробуждение
- «Apart (Renholdër Remix)» — The Cure, саундтрек к фильму Другой мир: Пробуждение
- «Watch Yourself (Renholdër Remix)» — Ministry, саундтрек к фильму Другой мир: Пробуждение
- «Young Blood (Renholdër Remix)» — The Naked and Famous, саундтрек к фильму Другой мир: Пробуждение